# Deaf to Our Prayers
Deaf to Our Prayers är det tyska melodisk death metal-bandet Heaven Shall Burns fjärde studioalbum, utgivet i augusti 2006 på Century Media Records och på Howling Bull i Japan.
Albumet var bandets första med gitarristen Alexander Dietz. Han ersatte avhoppade Patrick Schleitzer. 
En musikvideo spelades in till "Counterweight".

## Låtlista
1. "Counterweight" – 4:19
2. "Trespassing the Shores of Your World" – 5:17
3. "Profane Believers" – 3:36
4. "Stay the Course" – 3:56
5. "The Final March" – 4:06
6. "Of No Avail" – 4:56
7. "Armia" – 5:50
8. "mybestfriends.com" – 4:52
9. "Biogenesis (Undo Creation)" – 3:53
10. "Dying in Silence" – 4:20
11. "The Greatest Gift of God" – 2:42

Bonusspår på den japanska utgåvan
1. "True Belief" (Paradise Lost-cover) – 4:34

## Medverkande
Musiker
- Marcus Bischoff – sång
- Maik Weichert – gitarr
- Alexander Dietz – gitarr
- Eric Bischoff – basgitarr
- Matthias Voigt – trummor

Bidragande musiker
- Ralf Müller – keyboard, piano
- Patrick W. Engel – gitarr, basgitarr

Produktion
- Patrick W. Engel – producent
- Maik Weichert – producent
- Alexander Dietz – producent
- Jacob Hansen – mixning, mastering
- Terje Johnsen – albumkonst, layout
- Axel Jusseit – foto